# 南部-大西洋欧洲高速铁路

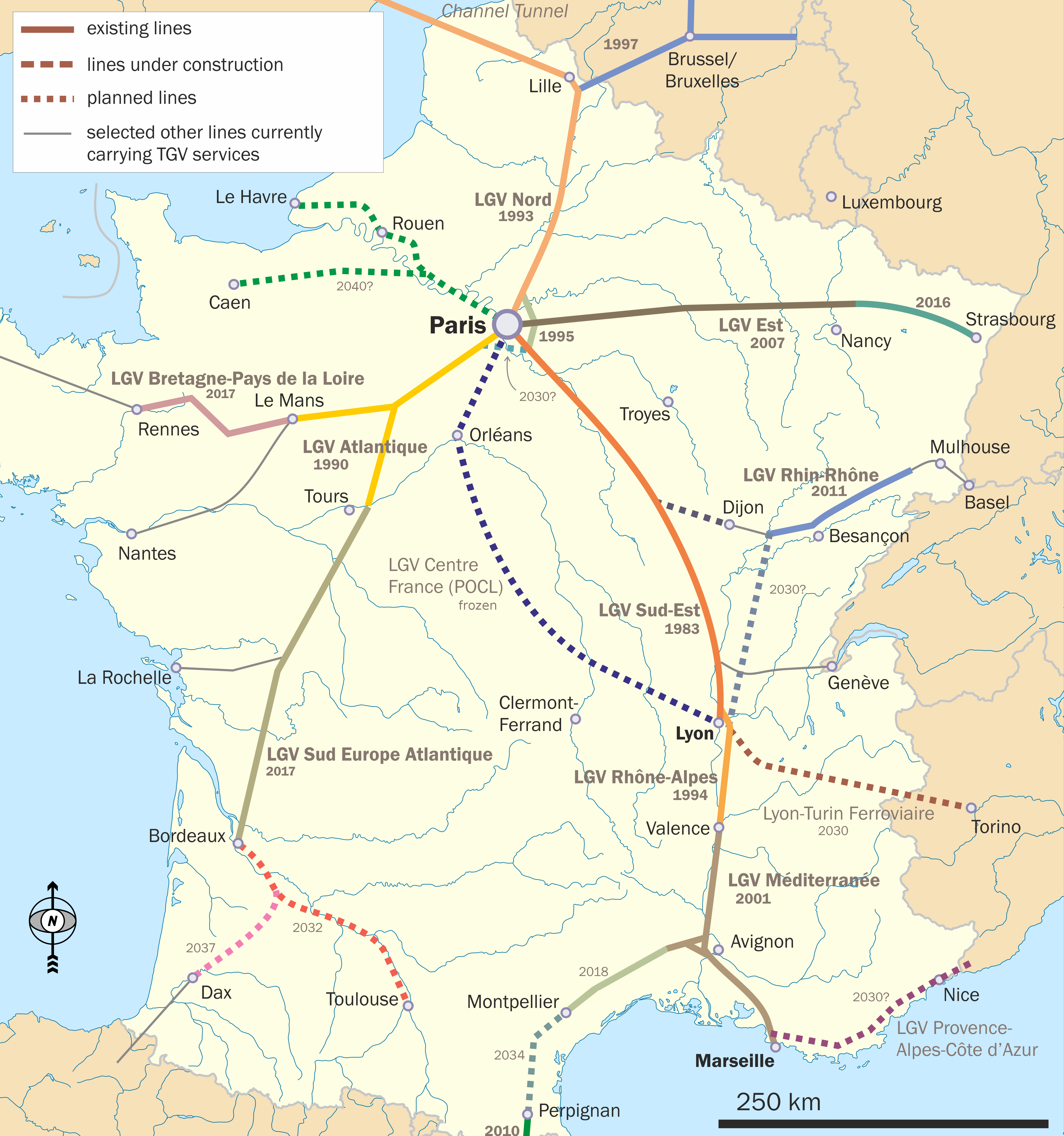
法國TGV路線，南部-大西洋欧洲線是赭石色。

南部-大西洋欧洲高速铁路（法語：LGV Sud Europe Atlantique），又稱「西南線」（LGV Sud-Ouest）或「大洋線」（LGV L'Océane），是法國一條高速鐵路連接圖爾和波爾多。它將由SNCF的TGV列車營運，是法國高速鐵路大西洋線的延長線。路線在2017年2月28日完工，在2017年7月2日通車營運。路線由LISAE財團興建，也負責營運和維修路線直至2061年。

## 目的

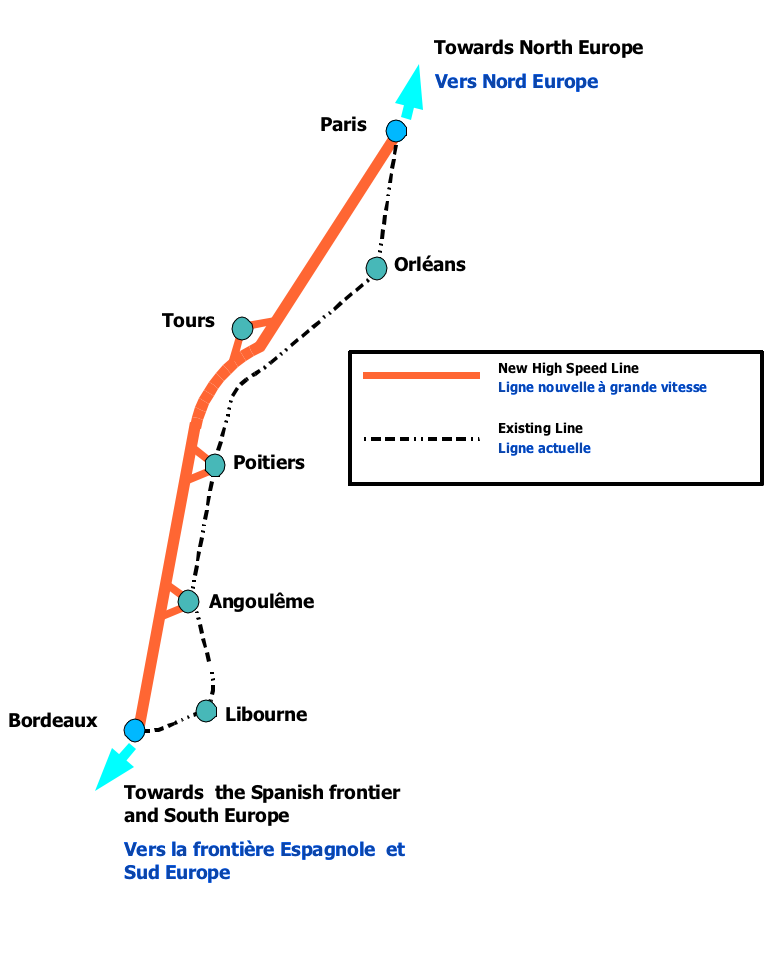
計劃地圖

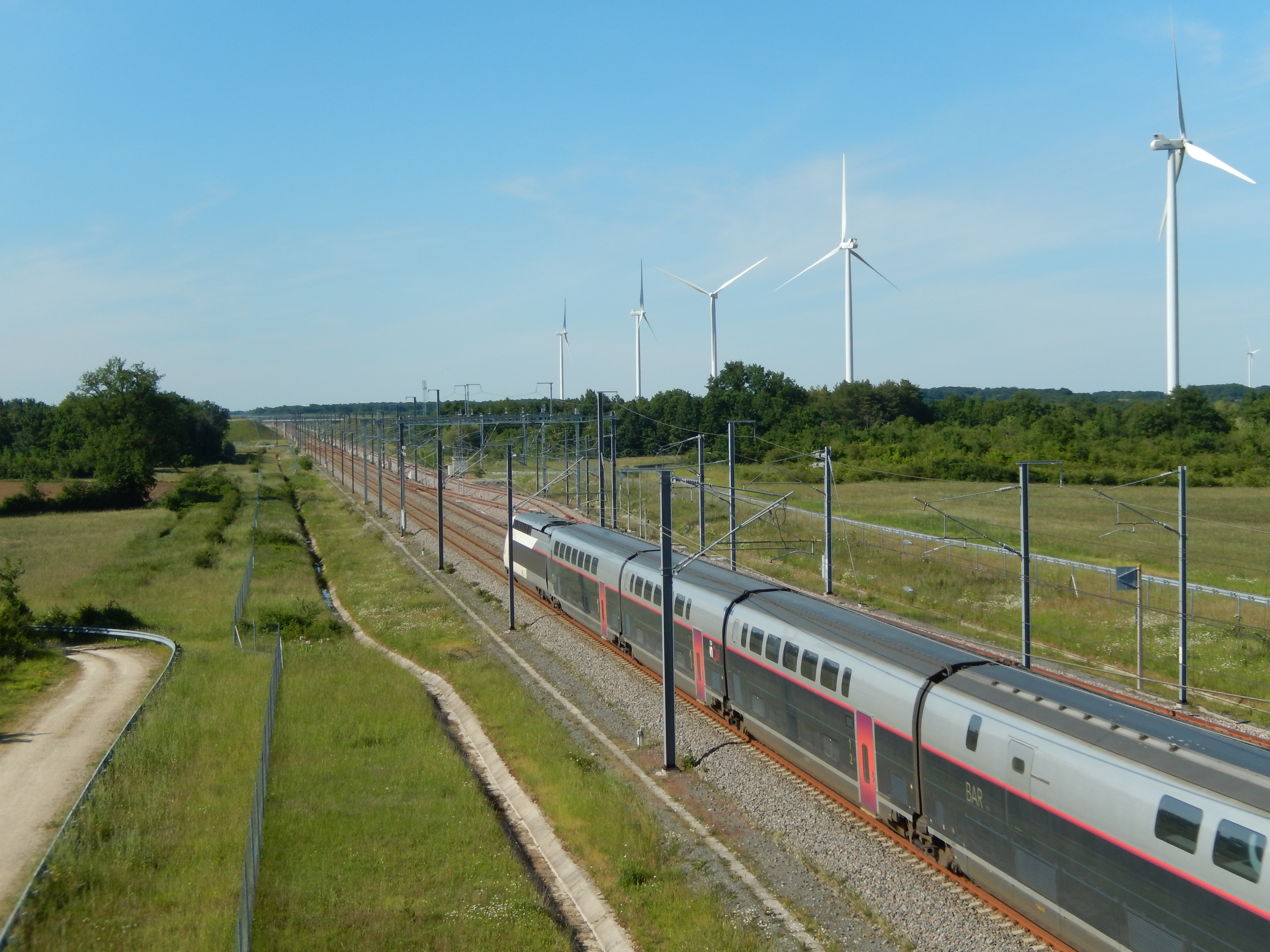
位于 德塞夫勒省 的 南部-大西洋欧洲高速铁路 的照片。

南部-大西洋欧洲高速铁路將高鐵服務延長至法國西南部，以高鐵連接歐洲北部和法国新阿基坦與奧克西塔尼，連接巴黎至倫敦、布魯塞爾、阿姆斯特丹和更遠地區。巴黎前往波爾多以時速300公里需時2小時10分鐘。至於圖爾、普瓦捷、昂古萊姆和波爾多的城際連結亦會改善，法國西南部亦會與歐洲其餘部分連接。
圖爾和波爾多的旅程將減少50分鐘。全新興建302公里的軌道，另有38公里的傳統軌道連接高速軌道。新線預計將增加全年乘客量約500萬人次。
2010年7月30日，法國政府宣佈將路線延長至西班牙邊界的工程預計在2020年開展。然而在2015年一項公眾諮詢以造價過高為由拒絕興建。